# Eduard Pelz

Eduard Pelz (vor 1858) „Lassen wir die arbeitsame Demuth leben, so wird sie uns leben lassen. Ed. Pelz genannt Treumund Welp“

Wilhem Eduard Ludwig Pelz (geboren am 9. September 1800 in Penig, Königreich Sachsen; gestorben am 14. Mai 1876 in Gotha) war ein deutscher Buchhändler, Verleger, Politiker, Publizist, Reiseschriftsteller und 1848 Mitglied des Frankfurter Vorparlaments. Er schrieb auch unter den Pseudonymen Treumund Welp und Johannes Horniß.

## Leben
Eduard Pelz erlernte von 1815 bis 1818 den Beruf eines Buchhändlers bei der „Hallischen Waisenhausbuchhandlung“ in Halle. Er setzte seine Ausbildung 1819 in Leipzig und bis 1825 in Kopenhagen fort. Danach war er in Breslau in der „Kornschen Buchhandlung“ tätig. In Breslau lernte seine Ehefrau Henriette kennen und vermählte sich mit ihr. 1826 wird er Teilhaber an der Buchhandlung „J. D. Grüson & Co.“, die er 1828 übernahm.
1836 gründete er gemeinsam mit Georg Arnold Eggers (1791–1851) die Firma „Eggers & Pelz“ (auch „Eggers & Comp“.) in St. Petersburg.
Im Herbst 1836 erwarb er ein Freigut in Seitendorf bei Waldenburg und wurde so Freigutsbesitzer. Von 1836 bis 1839 lebte er in Sankt Petersburg und betrieb dort den Verlag Eggers & Pelz und erkundete das Land. Im Frühjahr 1839 verließ er Russland und begab sich auf seinen Gutshof und begann seine Eindrücke aus dem Zarenreich in verschiedenen Büchern wiederzugeben. Ab 1840 beschäftigte er sich mit dem Elend der Weber, speziell der Leinenweber, zu beschäftigen und versuchte er die Rückständigkeit des preußischen Kommunalrechts zu kritisieren.
In keiner anderen preußischen Provinz gab es zwischen 1842 und 1848 eine so starke Bewegung der Demokraten wie Eduard von Reichenbach, Eduard Pelz, Friedrich Wilhelm Schlöffel, Wilhelm Wolff, Karl Friedrich Wilhelm Wander und Moritz Elsner. Die preußischen Behörden nannten ihre Agitation „Aufreizung gegen die adligen Gutsbesitzer“. Schlöffel, Wander und Pelz wurden zu Haftstrafen verurteilt, andere konnten der Polizei entkommen.
Nach dem Weberaufstand in Peterswaldau und Langenbielau vom 4. bis 6. Juni 1844 suchte die preußische Regierung Friedrich Wilhelm Schlöffel, Wilhelm Wolff, Alexander Schneer, Isidor Pinoff, Eduard Pelz und andere schlesische Demokraten als angeblich verantwortliche Rädelsführer des Weberaufstands zu kriminalisieren, obwohl keiner von ihnen in den Orten des Aufstandes gewesen war. So etwa Wilhelm Stieber in seinem Practisches Lehrbuch der Criminal-Polizei. A. W. Hayn, Berlin 1860, S. IV. Graf von Arnim-Boitzenburg verfolgte Pelz zuerst wegen „literarischer Aufreizungen“, dann wegen frechen und unehrerbietigen Tadels und Verspottung der Landesgesetze. Am 24. Juli 1844 wurde Eduard Pelz in Schweidnitz verhaftet. Ehefrau Henriette Pelz besuchte den preußischen König Friedrich Wilhelm IV. persönlich, um ihn zu bitten ihren Mann aus der Haft zu entlassen. Der König lehnte das ab. Hennriette bat am 13. August Bettina von Arnim ihr zu helfen. 1845 wurde Pelz mit Urteil des „Kriminalsenats des Oberlandesgerichts in Breslau gegen den ehemaligen Buchhändler, jetzigen Bauerngutsbesitzer Eduard Pelz vom 24. Februar 1845 wegen frechen und unehrerbietigen Tadels und Verspottung der Landesgesetze und Anordnungen im Staate‘ sowie Majestätsbeleidigung und Urteil des zweiten Senats des gleichen Gerichts gegen Pelz vom 19. August 1845“ bestraft.
Im Februar 1845 startete Wilhelm Wolff seine Auseinandersetzung mit Pelz. Er warf ihm vor ein „Liberaler“ zu sein, der zwar den preußischen Staat richtigerweise anklagt, aber gleichzeitig nicht erkennen würde, dass die sogenannten „Armen“ nichts davon hätten, bedauert zu werden, und dass dem Proletariat mehr zustehe als Mitleid. Ein Zurück zur Handarbeit der Leineweber habe keine Chance gegen das Maschinensystem. Wolff antwortete jedenfalls im Juli 1845 sehr scharf. Einer abermals drohenden Verhaftung wegen Pressevergehen Anfang 1846 entzog Wolff sich durch Flucht nach London und Anfang April 1846 nach Brüssel.
Bei seiner Biografie über Peter den Großen, die 1848 erschien, ließ sich Pelz sehr stark von Friedrich Christoph Schlossers Werk „Geschichte des 18. Jahrhunderts“ leiten. Außerdem hat sein „Freund“ Heinrich Wuttke Korrektur gelesen und Verbesserungen angebracht.
Pelz wurde in der Provinz Schlesien in das Vorparlament gewählt, das vom 31. März bis zum 4. April 1848 in der Frankfurter Paulskirche tagte. Er stimmte u. a. mit Friedrich Kapp und Nikolaus Tituss ab. Er gründete gemeinsam mit Christian Essellen die Allgemeine Arbeiter-Zeitung: Organ für die politischen und sozialen Interessen des arbeitenden Volkes, zugleich Zeitung des Arbeiter-Vereins zu Frankfurt a. M. Der Arbeiterverein (am 14. Mai 1848 gegründet) hatte bald an die 2000 Mitglieder und wurde Ende Mai 1848 auf Antrag von 125 Bürgern aufgelöst und die beiden Anführer aus Frankfurt ausgewiesen. Daraufhin starteten sie eine Eingabe in der siebenten Sitzung der Nationalversammlung „um Freisprechung der sogenannten politischen Verbrecher in ganz Deutschland“, unterzeichnet vom Vorstand des Frankfurter Arbeitervereins Christian Esselen, Eduard Pelz, Heinrich Klein und Moritz Löwenstein im Namen von 1972 Mitgliedern, vorgelegt vom Abgeordneten Franz Zitz. Dagegen erhob der Frankfurter Bürger Friedrich Funck Widerspruch. Der Petitionsausschuss unter Vorsitz von Gabriel Rießer lehnte den Antrag am 6. Juni 1848 ab. Die beiden Redakteure nahmen auch am Frankfurter Barrikadenaufstand im September 1848 teil.
Im Dezember 1848 wies Herzog Georg vom Herzogtum Sachsen-Altenburg Eduard Pelz aus wegen seiner Herausgabe der „Allgemeine Volkszeitung Altenburg“.
Laut dem „Allgemeinen Polizei-Anzeiger“ 1851 soll Pelz am „20. Jun. 1850“ mit der „Gaston“ nach New York emigriert sein. Eine Bremer Quelle nennt aber unter diesem Datum „20.06.1850“ Kapitän „Charles Edward“ das Schiff „Poppe, J G“.
Während Pelz schon im New-Yorker Exil angekommen war, verhandelte die II. Kammer im Königreich Sachsen noch darüber, ob der „Ausländer“ Eduard Pelz in seine Geburtsstadt einreisen darf oder nicht. Auf Grund eines Gesetzes von 1831 wurde ihm die Rückkehr in seine Geburtsstadt verwehrt.
Eduard Pelz beschäftigte sich überwiegend während seiner Emigrationszeit und danach mit der Auswanderungsfrage, besonders der Deutschen nach Nordamerika. Unter Auswanderungsfrage verstand er nicht nur Reiseführer, sondern auch die Weitergabe von rechtlichen und geografischen Angaben sowie Details über die speziellen Probleme der Deutschen Auswanderer in der anglo-amerikanischen Wirklichkeit. „Eduard Pelz (…) ist wie Dr. A. Petermann in seinen Mittheilungen sagt, der Rath eines in hohen Grade sachverständigen und zuverlässigen Mannes, der das wahre Wohl der Auswanderer im Auge hat“.
Von April bis August 1866 hielt er sich in Hamburg auf. Ab 1869 bis zu seinem Lebensende wohnte er in Gotha. Das gothaische Staats-Ministerium empfahl seine Schriften bezüglich der Auswanderung nach Minnesota.
Am 14. Mai 1876 starb Eduard Pelz in Gotha. Seine Gothaer Kollegen widmeten ihm einen Nachruf.

### Familie
Pelz war mit der Kochbuchautorin Henriette Pelz geborene von Schimpf, seit ca. 1826 verheiratet. Sie starb vermutlich 1864 in Philadelphia.
Sie hatten zwei Kinder: eine Tochter Emma Pelz (1827–1911), verheiratet mit Theodor Pösche und einen Sohn, den Architekten Paul Johannes Pelz, geboren am 18. November 1841 in Seitendorf, gestorben am 30. März 1918 in Washington DC.

## Werke
- Treumund Welp: Petersburger Skizzen.[40][41][42]
  - Theil 1. J. J. Weber, Leipzig 1842. Hathitrust
  - Theil 2. J. J. Weber, Leipzig 1842. Digitalisat der Bayerischen Staatsbibliothek
  - Theil 3. J. J. Weber, Leipzig 1842.[43] Digitalisat der Bayerischen Staatsbibliothek
- Die Dorfgerichte in Preußen. Bruchstück aus den Memoiren eines Schlesischen Bauern mitgetheilt von Treumund Welp.[44] Friedr. Vieweg und Sohn, Braunschweig 1843. Deutsche Digitale Bibliothek; Digitalisierte Sammlungen der Staatsbibliothek zu Berlin
- Die Patrimonial-Gerichtsbarkeit. Bruchstück aus den Memoiren eines Schlesischen Bauern mitgetheilt von Treumund Welp. Heinrich Hunger, Leipzig 1843.
- Treumund Welp: Einige Worte über das neue preußische Ehegesetz. Heinrich Hunger, Leipzig 1843.[45][46]
- Die Gebirgsdistrikte. Über den Einfluß der Fabriken und Manufakturen in Schlesien von Treumund Welp.[47][48]
  - Brief 1: Die Gebirgsdistrikte. Sturm & Koppe, Leipzig 1843.Wigand's Vierteljahrsschrift 1845, S. 282 ff. (Brief 1 und 2)
  - Brief 2: Polemisches. Sturm & Koppe, Leipzig 1844.
  - Brief 3: Die Handwerker auf dem Lande und Blicke auf der Zustand unserer Gewerbe. Sturm & Koppe, Leipzig 1846.
  - Brief 4: Die Handwerker auf dem Lande und Blicke auf der Zustand unserer Gewerbe. Sturm & Koppe, Leipzig 1846.
- Treumund Welp: Neue Petersburger Skizzen. L. Heege, Schweidnitz 1844.[49] BSB-Katalog[50]
- Treumund Welp: Wanderungen im Norden. Bemerkungen auf einer Reise durch Esthland, Finnland, Schweden, Dänemark und die Insel Rügen nach Schlesien.[51] Friedrich Vieweg und Sohn, Braunschweig 1844.
  - Erstes Bändchen.[52] BASE
  - Zweites Bändchen. BASE
  - Drittes Bändchen. BASE
- Johannes Horniß: Spuren eines Römischen Luftzuges im Schlesischen Gebirg. Sturm & Koppe, Leipzig 1844. Google
- Andeutungen zu einer Gewerbe-Ordnung für den Preußischen Staat mitgetheilt von Treumund Welp.[53] Theodor Hennings, Neiße 1844.Digitalisierte Sammlungen der Staatsbibliothek zu Berlin[54]
- Eduard Pelz (Treumund Welp): Noch ein Wort über die deutsche Leinwandfrage. Durch Erkenntniss des Königl. Ober-Censur-Gerichts zum Druck verstattet.[55] Selbstverlag, Breslau 1845. Digitalisierte Sammlungen der Staatsbibliothek zu Berlin[56]
- Eduard Pelz (Treumund Welp): Gegen den Hunger. Heinrich Hunger, Leipzig 1845. MDZ Reader
- Eduard Pelz: Das Schutzgeld. Skizze aus der Gegenwart in Deutschland.[57] Literarisches Museum, Leipzig 1845. Digitalisat der Bayerischen Staatsbibliothek[58]
- Eduard Pelz (Treumund Welp): Offenes Sendschreiben an einen Staatsminister[59] über die deutsche Leinwandfrage. Literarisches Museum, Leipzig 1845. Digitalisierte Sammlungen der Staatsbibliothek zu Berlin
- Eduard Pelz: Die Verwaltung der Land-Gemeinden.[60] Aus den Schlesischen Provinzial-Blättern besonders abgedruckt. Wilhelm Ludwig Korn, Leipzig 1845. Digitalisierte Sammlungen der Staatsbibliothek zu Berlin
- Eduard Pelz: Das Wolter'sche verbesserte Flachs-Spinnrad eingeleitet und beschrieben von Eduard Pelz. Verlags Comptoir, Breslau 1846.Google[61]
- Ueber Bildung von Vereinen zur Abhülfe des Mangels an Saat- und Brotgetreide mit Hinweisung wie diese Vereine das Mittel sind nicht blos einer Hungersnoth vorzubeugen, sondern auch einen allgemeinen Wohlstand für ewige Zeiten zu begründen. Ein dringender Zuruf an alle Landgemeinden von Einem Bauer im Riesengebirge. Nebst einem Vorwort von Eduard Pelz.[62] Verlags Comptoir, Breslau 1846. Google
- Geschichte Peters des Großen. Carl B. Lorck, Leipzig 1848. BSB-Katalog; Hathitrust[63][64]
  - Geschichte Peters des Großen. Neue Ausgabe. G. Senf's Buchhandlung, Leipzig 1865.Google 3. Ausgabe 1865
- Die Schneeschurfrage beleuchtet von Eduard Pelz (Treumund Welp).[65] Verlags-Comptoir, Breslau 1846. Digitalisierte Sammlungen der Staatsbibliothek zu Berlin
- Patriotische Betrachtungen von Eduard Pelz (Treumund Welp).[66] Verlags-Comptoir, Breslau 1847-Digitalisierte Sammlungen der Staatsbibliothek zu Berlin
- Eduard Pelz (Treumund Welp): Die Stellung der Arbeiter bei der Landwirthschaft. Ein Nichtgehaltener Vortrag.[67] Verlags-Comptoir, Breslau 1847. Google
- Eduard Pelz (Treumund Welp): Das Wort als That. Ein Gutachten.[68] Hunger, Leipzig 1849. BSB-Katalog
- Eduard Pelz: Eine Ausweisungsgeschichte. Heinrich Hunger, Leipzig 1849. Digitalisierte Sammlungen der Staatsbibliothek zu Berlin
- Briefe eines Nordamerikaners aus und über Rußland.[69] J. P. Grohe, Mannheim (vielm. Verlagsbureau Leipzig[70]) 1849. Universität Münster und Hathitrust
- Eduard Pelz: Briefe eines Chinesen aus und über Deutschland. Berlin 1850.
- Eduard Pelz: Kompaß für Auswanderer nach den Vereinigten Staaten Nordamerikas mit besonderer Rücksicht auf die Landung im Hafen von New-York. 4. Aufl., J.C.J. Raabe ́,Kassel: 1853.
- Eduard Pelz (Treumund Welp): Wie können wir eine bessere Zukunft herbeiführen? Erster Vorschlag für den einzelnen Menschen und die Familie. Heinrich Matthes, Leipzig 1850. Google
- Eduard Pelz (Treumund Welp): Offener Brief an Heinrich Wuttke über den Stand der deutschen Verfassungsfrage.[71] Heinrich Matthes, Leipzig 1850. BSB-Katalog
- Eduard Pelz: New-York und seine Umgebungen. Wegweiser für Fremde und Einheimische. Heinrich Matthes, Leipzig 1851. Google
- Eduard Pelz: Ein Jahresbericht der Emigranten-Commissäne von New York. Expedition der Allgemeinen Auswanderungs-Zeitung.[72] G. Froebel, Rudolstadt 1852. Digitalisat
- Eduard Pelz: Nothwehr. G. Froebel, Rudolstadt 1854 (=Taschen-Bibliothek der Reise-, Zeit- und Lebensbilder 7).
- Eduard Pelz: Die Kinsburg. Den Besuchern derselben gewidmet von Eduard Pelz (Treumund Welp). 2. verm. Aufl. Lucas in Commission, Breslau 1852.
- Eduard Pelz: Transatlantische Federzeichnungen. Mit einem Plane von New-York. Erster Band.[73] G. Froebel's Commissions-Verlag, Rudolstadt 1853. Hathitrust
- Eduard Pelz: Handbuch für Reisende durch die Vereinigten Staaten Nordamerika’s. Nach den neuesten und zuverlässigsten Angaben bearbeitet. Buchner, Bamberg 1854.[74]
- Maria Susanna Cummins: Der Lampenputzer. Deutsch von Treumund Welp. 3 Hefte. Voigt & Günther, Leipzig 1854.
- Eduard Pelz: Die deutsche Sprache gegenüber dem Englischen, besonders in Nordamerika. Ein Gutachten. R. Friese, Leipzig 1855: Günther, New York 1855.BSB-Katalog
  - Eduard Pelz: Die deutsche Sprache gegenüber dem Englischen, besonders in Nordamerika. Ein Gutachten 2. verm. Aufl. Hoffmann & Campe, Hamburg 1866. BSB-Katalog[75]
- Eduard Pelz: Neuester Bericht über die Empfangs- und Weiterbeförderungs-Verhältnisse der der Einwanderer in New York. C. Adelmann, Frankfurt am Main 1856.Google
- Nachrichten über Minnesota gesammelt von Eduard Pelz. Buchner, Bamberg 1858.
  - Nachrichten über Minnesota. Gesammelt von Eduard Pelz. 3. verm. Aufl. Hoffmann und Campe 1866.
- Mabel Vaughan, Eine Erzählung von der Verfasserin des Lampenputzers. Deutsch von Treumund Welp. Verlag der Expedition von Steffens' Volks-Kalender (Berg), Berlin 1858.
- Eduard Pelz: Die deutsche Ansiedlung Neu-Bremen im Staate New-Jersey. Reisebericht. Buchner, Bamberg 1860.
- Eduard Pelz: Katechismus der Auswanderung. Kompaß für Auswanderer nach Ungarn, Rumäien, Serbien, Bosnien, Polen, Rußland, Algerien, der Kapkolonie, nach Australien, den Samoa-Inseln, den süd- und mittelamerikanischen Staaten, den Westindischen Inseln, Mexiko, den Vereinigten Staaten von Nordamerika und Canada. Hrsg. von Eduard Pelz. 5. Aufl. J.J. Weber, Leipzig 1863. (=Webers illustrierte Katechismen 65)
- Eduard Pelz: Die Presse in den Vereinigten Staaten. Chicago 1862. (vorher als Artikelserie in der Zeitung „Chicago Telegraph“)
- Eduard Pelz: Ueber Auswanderung von Ed. Pelz. (Mitglied der Americanischen Ethnological Society, sowie der American Geographical and Statistical Society der Historical Society of Pennsylvania.) (=Besonderer Abdruck aus der „Deutschen Auswanderer Ztg.No. 47-49“). A. D. Geißler, Bremen 1864. Sachsen digital, Hathitrust
- Eduard Pelz: Minnesota in seinen Hauptverhältnissen. Emigrations-Monographie. Mitglied der Americanischen Ethnological Society, sowie der American Geographical and Statistical Society der Historical Society of Pennsylvania.) 3. Aufl. Hoffmann & Campe, Hamburg 1866. Sachsen digital
- Eduard Pelz: Superior City und Umgegend. Emigrations-Monographie. A. D. Geißler, Bremen 1866.
- Eduard Pelz: Der Wandertrieb es Menschen. Eine Betrachtung. Hofmann und Campe, Hamburg [1866]
- Eduard Pelz: Das Centralgebiet Nordamerika's. Skizziert von Ed. Pelz. Mit einer Wegekarte.). Hofbuchdruckerei, Rudolstadt 1868.(=Separat-Abdruck einer Beilage, zur Allgem. Auswanderungs-Zeitung) Hathitrust
- Eduard Pelz: Die Auswanderung, mit besonderer Beziehung auf Minnesota und Britisch Columbia. von Thomas Rawlings. Aus dem Englischen übertragen und eingeleitet. Hoffmann & Campe, Hamburg 1866. Archive.org
- Eduard Pelz: New-York und seine Umgebungen. Wegweiser für Fremde und Einheimische. 4. umgearb. Aufl. Hoffmann und Campe, Hamburg 1867. Hathitrust
- Eduard Pelz: Minnesota, das Central-Gebiet Nord-Amerikas. In seinen Hauptverhältnissen dargestellt.[76] J. J. Weber, Leipzig 1868. Google
- Eduard Pelz: Vier Hauptfragen in der Auswanderungsangelegenheit beleuchtet von Eduard Pelz. Hoffmann & Campe, Hamburg 1869. Sachsen digital
- Eduard Pelz: Die Deutschen in den Vereinigten Staaten von Nordamerika. Eine Beleuchtung. Stollbergsche Verlagsbuchhandlung, Gothaa 1870.
- Eduard Pelz: Betrachtungen über die Landkarte von Minnesota. Theilnehmenden gewidmet. Stollbergsche Verlagsbuchhandlung, Gotha 1870.[77]
- Eduard Pelz: Das Mississippi-Gesenke. Mit besonderer Rücksicht auf Besiedelungsverhältnisse betrachtet von Eduard Pelz. Ernst Fleischer, Leipzig 1871. HathiTrust
- Eduard Pelz: Einige Worte über die Verschiedenheit der Ansichten in Betreff der Auswanderung. Ernst Fleischer, Leipzig 1871. google
- Der Pfadfinder. Monatsschrift zur Begutachtung deutscher Aus- und Einwanderung. Hrsg. Ed. Pelz. 2 Bände. Stollbergsche Verlagsbuchhandlung, Gotha 1872/1873.[78]
- Eduard Pelz: Die Presse in den Vereinigten Staaten von Nord-Amerika. Ein Gutachten. Expedition der Literatur, Leipzig 1874. Archive.org
- Eduard Pelz: Ein Geldbrief von Eduard Pelz. Stollbergsche Verlagsbuchhandlung, Gotha 1874.

### Dubiose Autorschaft

#### Hephata oder Denkwürdigkeit und Bekenntnisse eines Freimaurers
Am 20. Dezember 1835 wurde das Buch Hephata oder Denkwürdigkeit und Bekenntnisse eines Freimaurers Hathitrustin einer großen Anzeige beworben und mitgeteilt, das der Verfasser verstorben sei. Das Buch wurde in Leipzig im Verlag Karl Andrä herausgegeben. Herausgeber soll „P. Lumignon“ sein, über den sich keine Daten finden lassen. Dieses Buch ist eine Schrift, die sich gegen die Freimaurer richtet. Ein Autor ist in der Schrift nicht erwähnt. In den meisten Bibliothekskatalogen wird Eduard Pelz mutmaßliche Verfasser notiert. In der Literatur über Pseudonyme wird Pelz als Autor festgestellt, so z. B. in Maurerische Bücherkunde: Ein Wegweiser durch die Literatur der Freimaurerei mit literarisch-kritischen Notizen und zugleich ein Supplement zu Kloss' Bibliographie ein Wegweiser durch die Literatur der Freimaurerei mit literarisch-kritischen Notizen und zugleich ein Supplement zu Kloss' Bibliographie von Reinhold Taute. Google.
Ebenfalls wurde eine gegnerische Schrift publiziert. Anti-Hephata oder Apologie der hohen königl. Kunst der Freimaurerei. Von Dr. Werdt Franke, Leipzig 1836. Staatsbibliothek Berlin.
Fessler's kritische Geschichte der Maurerei aus dem Jahr 1836, deren Verfasser der angeblich Ignaz Aurelius Fessle (1756–1839) sein soll, heißt es:„was einer meiner Freunde der Buchhändler P. in B. mir mittheilte...Google“ [Angeblicher Verf.] (Seite V) im Verlag Karl Andrä, Leipzig 1836. Die Schrift wurde auch als Ergänzung zur „Hephata“ im Buchhandel benannt.
Johann Daniel Ferdinand Neigebaur nahm auf die Kontroverse von 1836 bezug in dem Buch Denkwürdigkeiten des Domherrn Grafen von W. Vom Beginn der ersten französischen Revolution bis zur neuesten Zeit. J. A. Bergson-Sonnenberg, Leipzig 1864 Stellung. (Google)
Nicht beachtet wurde bisher allerdings ein Nachruf auf Eduard Pelz, der diese Autorschaft von Pelz ausschließt. In dem Nachruf „Vater Pelz“ hieß es dazu: „Man schob die Autorschaft dieser Schähschrift allgemein dem für seine scharfe Feder bekannten Pelz in die Schuhe, und da er nicht dem Geheimbunde angehörte, konnte man ihn nur indirekt verfolgen, that dies aber fühlbar genug. So kam ihm ein Antrag von Rußland ganz gelegen“.

#### Das Medicinalwesen
Eine weitere Schrift wird auch Pelz zugeschrieben, nämlich Das Medicinalwesen. Eine Skizze. Von Dr. Iwan Oswa. Herausgegeben von einem Nichtmediciner. Heinrich Hunger, Leipzig 1848. Google. Über den russischen Autor ist nichts bekannt. Der ungenannte Herausgeber unterschrieb das Vorwort mit „I. H.“. Zwar veröffentlichte Pelz mehrere Broschüren im Verlag Heinrich Hunger, aber es scheint kaum vorstellbar das Pelz im Jahr 1848 (Märzrevolution, Gefängnis, Leitung von Zeitungen) Zeit und Interesse an einem medizinischen Thema hatte.
Die einzige Zuordnung dieser Schrift auf Eduard Pelz findet sich bei Emil Weller (Lexicon pseudodnymorum). Google

### Unselbstständige Veröffentlichungen (Auswahl)
- Treumund Welp: Entgegnung. In: Allgemeine Preß-Zeitung. Annalen der Presse, der Literatur und des Buchhandels. 4. Jg. (1843) vom 21. Januar 1843, S. 88–91. digiPress
- Treumund Welp: Offener Brief an Herrn Staatsrath Gretsch. In: Konstitutionelle Jahrbücher. Band 2. Adolph Krabbe, Stuttgart 1844, S. 100–109. Google
- Treumund Welp: Rußland. Ein Wort zur Berichtigung. In: Magazin für die Literatur des Auslandes. Nr. 29 vom 8. März 1849, S. 116.Google
- Eduard Pelz: Die Verwaltuntg der Landgemeinden. In: Schlesische Provinzialblätter. Band 122. Breslau 1845, S. 237–253. Silesian Digital Library
- Eduard Pelz (Treumund Welp): Die neunte Versammlung deutscher Land- und Forstwirthe in Breslau. In: Schlesische Provinzialblätter. Band 122. Breslau 1845, S. 341–368. Silesian Digital Library
- Eduard Pelz (Treumund Welp): Eine Seite der modernen Pharisäher. In: Schlesische Provinzialblätter. Band 122. 1845, S. 615–621. Silesian Digital Library
- Stand der Leinwand-Angelegeheit. Eine Skizze von Eduard Pelz (Treumund Welp).In: Schlesische Provinzialblätter. Bans 123. 1846, S. 19–30. Silesian Digital Library
- Offener Protest gegen unsere Ausweisung aus Frankfurt a. Main am 24. Mai 1848. [Flugblatt]
- Eduard Pelz: Zur Arbeiterfrage. In: Allgemeiner Anzeiger und Nationalzeitung der Deutschen. Nr. 248 und 249 vom 13. September und 14. September 1848, Spalte 3361–3364 und 3371–3379.Google
- Eduard Pelz: Polen seit dem Jahr 1842. In: Supplemente zur ersten Auflage des Staats-Lexikons oder der Encyklopädie der Staatswissenschaften. Hrsg. von Carl von Rotteck und Carl Welcker. 4. Band. Johann Friedrich Hammerich, Altona 1848, S. 264–269. Google
- Eduard Pelz: Ein Justizmord. Mittheilungen aus Schlesien. Deutscher Zuschauer. Hrsg. Gustav Struve. Heinrich Hoff, Mannheim Nr. 18 vom 28. April 1848.
- Eduard Pelz: Rußland. In: Supplemente zur ersten Auflage des Rotteck-Welckersches Staatslexikon. Hrsg. von Carl von Rotteck und Carl Welcker. 4. Band. Johann Friedrich Hammerich, Altona 1848, S. 337–340.
- Eduard Pelz: Zur Geschichtsschreibung über Peter den Großen. In: Deutsche Vierteljahrsschrift. 13. Jg. 1. Heft- 2. Abt., Cotta, Stuttgart 1867. S. 317–323. Bayrische Staats Bibliothek
- Eduard Pelz: Die Auswanderung in 1866. In: Deutsche Auswanderer-Zeitung. 16. Jg. Bremen 14. Januar 1867, Nr. 2, S. 5–6. Google
- Einige Bemerkungen über die Zukunft des Hochdeutschen. In: Deutscher Sprachwart. Band 4. Leipzig 1839, Nr. 5, S. 66–69. Google

### Zeitungen
- Allgemeine Volkszeitung. In Verbindung mit A. Dölitsch, D. Douai, A. Erbe, K. Rößler, Wiedemann und Anderen hrsg. von Eduard Pelz (Treumund Welp). Leipzig, Altenburg 1848–1849 [19. September 1848 Probenummer; 1. Oktober 1848 bis 31. März 1849.]
- Deutsche Zeitung. Heinrich Hoff, Mannheim 1848. Redigiert von Julius Fröbel und Eduard Pelz.[82] [Probenr. vom 29. März 1848; vom 1. April 1848 bis zum Verbot am 29. April 1848 BSB].
- Chr. Essellen, Eduard Pelz (Redaktion): Allgemeine Arbeiter-Zeitung: Organ für die politischen und sozialen Interessen des arbeitenden Volkes, zugleich Zeitung des Arbeiter-Vereins zu Frankfurt a. M. Frankfurt am Main 1848. [No. 1 (18. Mai 1848) bis Nr. 5 (10. Juni 1848)] sammlungen.ub.uni-frankfurt.deJohann Wolfgang Goethe-Universität Frankfurt am Main
- Die Hummel. Eine Wochenschrift unter Mitwirkung Mehrerer herausgegeben von Eduard Pelz, New York 1851, 12 Hefte, 52 Nummern.[83]

### Briefe
- Eduard Pelz an Moses Heß 5. Mai 1845. In: Moses Heß. Briefwechsel. Hrsg. von Edmund Silberner. Unter Mitwirkung von Werner Blumenberg. Mouton, ’s-Gravenhage 1959, S. 120.
- Eduard Pelz an Moses Heß 13. Oktober 1845. In: Moses Heß. Briefwechsel. Hrsg. von Edmund Silberner. Unter Mitwirkung von Werner Blumenberg. Mouton, ’s-Gravenhage 1959, S. 144.
- Eduard Pelz an Ludwig Stierlin Mannheim, 14. April 1848.[84] WWU Münster
- Eduard Pelz an Ludwig Stierlin New York, [NY], 26. Oktober1857. WWU Münster
- Eduard Pelz an Karl Ernst von Baer; Eduard Pelz an Carl Joseph Anton Mittermaier; Eduard Pelz an Hermann Harrys; Eduard Pelz an Rudolf Fendt; Eduard Pelz an Morgenblatt für gebildete Stände; Eduard Pelz an Alexander von Humboldt u. a. Kalliope
- 40 Briefe von der J. G. Cotta'sche Buchhandlung an Eduard Pelz

### Mitgliedschaften
- American Ethnological Society
- American Geographical and Statistical Society
- Historical Society of Pennsylvania[85]

### Eduard Pelz als Verleger (Auswahl)
- Heinrich Hoffmann von Fallersleben: Gedichte. Grüson & Pelz, Leipzig 1827.[86]
- Die Cholera contagiosa beobachtet auf einer in Folge höheren Auftrages in Galizien während der Monate Mai, Juni und Juli, und im Beuthner Kreise in Oberschlesien im August gemachten Reise von Dr. Adolph Schnitzer. Verlag von Eduard Pelz, Breslau 1831.
- J. G. Mehnert: Versuch einer theoretisch-practischen Anweisung zum würdevollen Choralvortrage nach dem Muster des ehemaligen Cantor und Organisten Klein zu Schmiedeberg. Verlag von Eduard Pelz, Breslau 1831.
- Arithmetisches Handbuch für Feldmesser, Militairs, Forstmänner, Oekonomen, Maurer, Zimmerleute, Müller, Steinmetze etc. Eine Sammlung von Aufgaben und Beispielen aus der Lngimetrie, Planimetrie, Trigonometrie und Stereometrie nebst Anleitung zum Rechnen mit Dezimalbrüchen, zum Ausziehen der Wurzeln bearb. J. C. G. Hampel. Verlag von Eduard Pelz, Breslau 1834.
- Lebensbeschreibung des Kapellmeister des Fürsten von Köthen, hernach Musikdirektor an der Thomasschule zu Leipzig und königl. polnischer Hofkomponist Johann Sebastian Bach nebst einer Sammlung interessanter Anekdoten und Erzählungen größtentheils aus dem Leben berühmter Tonkünstler und ihren Kunstvervandter. Herausgegeben von J. E. Großer. Verlag von Eduard Pelz, Breslau 1834.
- Neues allgemeines Schlesisches Kochbuch für bürgerliche Haushaltungen oder leicht verständliche und genaue Anweisung zum Kochen, Braten, Backen, Einmachen, Räuchern und andern nothwendigen Zubereitungen. Mit einem nach den Jahreszeiten geordneten Küchenzettel.Ein unentbehrliches Handbuch für angehende Hausfrauen, Köchinnen und alle diejenigen, welche ihre Speisen selbst herstellen wollen. Herausgegeben von einer Schlesischen Hausfrau. Verlag von Eduard Pelz, Breslau 1834.
- Blumen Der Freude. Eine Sammlung von Favorit-Tänzen in beliebter Manier. Opus 7 und für das Pianoforte eingerichtet von E. Raymond. Druck und Verlag von Eduard Pelz in Breslau 1835.
- Jeremias Rudolf Lichtenstädt: Über die Ursachen der großen Sterblichkeit der Kinder des ersten Lebensjahres und über die diesem Uebel entgegenzustellenden Maassregeln. Eggers & Pelz, St. Petersburg 1837. Digitalisat
- A. Michailofsky-Danilefsky: Denkwürdigkeiten aus dem Kriege von 1813 nach der zweiten Auflage des russischen Originals übersetzt von G. Yakowleff. Eduard Pelz, Leipzig 1837. ETH Zürich
- Eduard von Muralt: Achilles und seine Denkmäler außer Süd-Rußland. Zur Erklärung des vermeinten Grabmals Homer's im Strogonoaschen Garten zu St. Petersburg. Eggers & Pelz, St. Petersburg und Leipzig, 1839.
- Carl von Koschützki: Unser Geld- und Abgabewesen. Abhandlungen. Auf's Neue herausgegeben von Eduard Pelz (Traumund Welp). Literarisches Museum, Leipzig 1847.
- Kleine Hausapotheke: ein Geschenk für Eheleute. Verlag von Eduard Pelz, Leipzig [1850?] Münchener Digitalisierungszentrum
- A. Kunkler: Burg-Ruine auf dem Gröditzberge. Eduard Pelz, Breslau (ca. 1860)

## Andere über Eduard Pelz
Jakob Eduard Singer , Metternich Konfident schrieb am 12. Dezember 1844:„Pelz reiste mit mir bis Hirschberg. Er hat überall Bekannte und Freunde und würde noch mehr haben, wenn er nicht soviel schwätzte und prahlte. Dies mach ihn bald widerwärtig. (…) Wenn sie [die Regierung] einmal zugreift, greift sie blind zu. So soll, als Pelz verhaftet wurde, der Oberpräsident von Merckel gleich gesagt haben: ‚Der Mann war noch nicht reif‘.(…) Von dem Grafen >Arnim sagt Pelz, er sei nichts weiter als ein hochnäsiger Junker. Die Unterredung, welche Pelz vor seiner Verhaftung mit ihm hatte, ist so, wie Pelz erzählt, originell und wirft auf die Klugheit des Ministers einen großen Schatten. (…) Pelz hat schon für die Handgespinste viel geschrieben, allein, es reichte nicht aus.“.
In den Erinnerungen schreibt Julius Fröbel über Eduard Pelz: „Für die kurze Zeit, welche ich als Redakteur der Deutschen Volkszeitung in Mannheim zugebravht, leistet mir mein Gedächtnis nur schlechte Dienste. (…) Widerwärtiger war es, daß ich bei meiner Ankunft einen Menschen wie Eduard Pelz als meinen Mitarbeiter bestellt fand. Der unter dem Namen Treumund Welp zu liberalen Rufe gelangte Mann stieß mich von Anfang an ab, obschon ich ihn erst später etwas näher kennen lernen sollte. In Frankfurt drängte er sich an die Spitze eines zahlreichen Arbeitervereins, dessen Mitgliedern er für seine demagogischen Phrasen eine Kreuzersteuer abnahm. Der schahmlose Spekulant kam zu Tage, als er mir eines Tages ganz vergnügt sagte: ‚die Sache geht gut, sie nennen mich schon Vater Pelz‘. Indem ich diese Aeußerung weiter erzählte, habe ich absichtslos bewirkt, daß ihn der zweifelhafte Ehrentitel ‚Vater Pelz‘ bis nach Amerika gefolgt ist.“
Friederich Münch erwähnt Pelz in einem Beitrag der amerikanischen Zeitschrift Der Pionier: „Pelz war um ein Jahr jünger als ich. Mir war er ein Unbekannter geblieben bis ich nach seiner Niederlassung in der neuen Welt von ihm die Aufforderung erhielt. Beiträge für seine ‚Hummel‘ zu liefern. Ich kam seinem verlangen nach und veröffentlichte unter Anderm in seinem Blatte die Novelle ‚Der Flüchtling in Missouri‘. (…) In der Fremont-Wahlbewegung 1856 lernte ich Pelz persönlich kenne und wir schienen einander bestens zu verstehen. “
Josef Erharter berichtete über ein Treffen mit Pelz 1869: (…) „nur so viel weiß ich noch, daß Herr Pelz die Besorgniß aussprach, die bösen Folgen der so großen stehenden Heere werden über kürzer oder länger über Europa hereinbrechen wie eine Lawine, und empfahl mir nochmals besonders Minnesota.“